# Circuit des Deux Provinces
Le Circuit des 2 provinces est une course cycliste française amateure disputée au Pertre, dans le département d'Ille-et-Vilaine (Bretagne). Créée en 1949, cette compétition est organisée par le Cyclo-club vitréen. Elle fait partie du calendrier national de la Fédération française de cyclisme. 
En 2020, la course est annulée pour la première fois de son histoire à cause de la pandémie de Covid-19.

## Palmarès
| Année | Vainqueur             | Deuxième                   | Troisième             |
| ----- | --------------------- | -------------------------- | --------------------- |
| 1949  | Roger Fleuret         | André Sorel                | Marienne              |
| 1950  | Norbert Esnault       | Félix Debroize             | René Jus              |
| 1951  | Émile Guérinel        | Joseph Hubert              | (Pierre ?) Pasquier   |
| 1952  | Émile Guérinel        | Henri Perly                | Basile Decortès       |
| 1953  | Albert Bouvet         | Oreste Beghetti            | Michel Freulon        |
| 1954  | Eugène Letendre       | Marcel Fougères            | Germain Mercier       |
| 1955  | Alexandre Delanoë     | Albert Bouvet              | Michel Bellay         |
| 1956  | René Georges          | Georges Groussard          | Louis Blot            |
| 1957  | Henri Perly           | Joseph Mahé                | Félix Lebuhotel       |
| 1958  | Albert Platel         | André Hameau               | Basile Decortès       |
| 1959  | Alexandre Delanoë     | Basile Decortès            | René Georges          |
| 1960  | Bernard Beaufrère     | Marc Huiart                | Louis Charlot         |
| 1961  | Jean Arze             | Paul Lemeteyer             | Guy Dilhuit           |
| 1962  | Joseph Morvan         | Ian Moore (en)             | André Berthelin       |
| 1963  | Désiré Letort         | Maurice Pelé               | Pierre Matignon       |
| 1964  | Pierre Matignon       | Jean Jourden               | René Jousset          |
| 1965  | René Grenier          | B. Watson                  | Raymond Guilbert      |
| 1966  | Pierre Matignon       | Roland Berland             | Émile Brard           |
| 1967  | Fernand Maurice       | René Dandre                | Jean-Pierre Paranteau |
| 1968  | Constantin Dumitrescu | Yves Ravaleu               | Marcel Duchemin       |
| 1969  | Marc Dixneuf          | Marcel Duchemin            | Joël Hauvieux         |
| 1970  | Fernand Maurice       | Patrick Béon               | Louis Coquelin        |
| 1971  | Louis Coquelin        | Raymond Martin             | Marcel Jaffré         |
| 1972  | Alain Nogues          | Jean-Michel Richeux        | Marcel Boishardy      |
| 1973  | Alain Meslet          | Claude Hauvieux            | Christian Rocher      |
| 1974  | André Foucher         | John Mangan (en)           | Guy Patissier         |
| 1975  | René Grenier          | Claude Badin               | Louis Coquelin        |
| 1976  | Jean-René Bernaudeau  | Michel Rauline             | John Mangan (en)      |
| 1977  | Bernard Boivent       | Jean-Louis Campagnola      | Serge Coquelin        |
| 1978  | Pierre Touchefeu      | Dominique Delanoë          | Louis Coquelin        |
| 1979  | André Foucher         | John Mangan (en)           | Dominique Delanoë     |
| 1980  | Yves Ravaleu          | John Mangan (en)           | Joseph Morel          |
| 1981  | Claude Moreau         | John Mangan (en)           | Laurent Fignon        |
| 1982  | Pascal Churin         | Robert Cabot               | Stéphane Guay         |
| 1983  | Steve Bauer           | Louis Garneau              | Jean Guérin           |
| 1984  | Gary Newbold          | Daniel Neff                | Yvon Bouriel          |
| 1985  | Gary Newbold          | Laurent Mazeaud            | Jean Guérin           |
| 1986  | Denis Leproux         | Janusz Bieniek             | Gérard Aviègne        |
| 1987  | Éric Desbois          | Éric Gibeaux               | Bruce Péan            |
| 1988  | Gaëtan Leray          | Jean-François Morio        | Thierry Barrault      |
| 1989  | Gérard Bigot          | Félix Urbain               | Marc Hibou            |
| 1990  | Stéphane Heulot       | Laurent Landelle           | Stéphane Galbois      |
| 1991  | Philippe Jamin        | Pascal Churin              | Xavier Jan            |
| 1992  | Frédéric Guesdon      | Jean-Christophe Currit     | Pascal Churin         |
| 1993  | Frédéric Guesdon      | Christian Guiberteau       | Michel Lallouët       |
| 1994  | Sébastien Rondeau     | Dariusz Wojciechowski (pl) | Laurent Genty         |
| 1995  | Éric Bourout          | Arnaud Auguste             | Erwan Jan             |
| 1996  | Olivier Asmaker       | David Delrieu              | Philippe Sanlaville   |
| 1997  | Christopher Jenner    | Alexandre Vinokourov       | Ludovic Boissonade    |
| 1998  | Mickaël Pichon        | Philippe Mauduit           | Michel Lallouët       |
| 1999  | Jérôme Gannat         | Franck Renier              | Alexandre Botcharov   |
| 2000  | Stéphane Cougé        | Raphaël Jeune              | Cédric Loué           |
| 2001  | Shinichi Fukushima    | Éric Leblacher             | Jean-Philippe Yon     |
| 2002  | Samuel Plouhinec      | Dominique Rault            | Renaud Dion           |
| 2003  | Kilian Patour         | Cyril Lemoine              | Cédric Fontbonnat     |
| 2004  | Romain Chollet        | Carl Naibo                 | Evgueni Gutalov       |
| 2005  | Freddy Ravaleu        | Benoît Sinner              | Romain Paillard       |
| 2006  | Christophe Diguet     | Tarmo Raudsepp             | Denis Cioban          |
| 2007  | Evgueni Sokolov       | Piotr Zieliński            | Olivier Migné         |
| 2008  | Arthur Vichot         | Nadir Haddou               | Matthieu Beaumais     |
| 2009  | Cyrille Patoux        | Sylvain Georges            | Pim Ligthart          |
| 2010  | Julien Belgy          | Franck Charrier            | Mickaël Renou         |
| 2011  | Erwan Brenterch       | Jonathan Thiré             | Nicolas David         |
| 2012  | Guillaume Belgy       | Natnael Berhane            | Guillaume Thévenot    |
| 2013  | Romain Cardis         | Ronan Dequippe             | Jérémy Leveau         |
| 2014  | Nicolas David         | David Cherbonnet           | Maxime Cam            |
| 2015  | Romain Cardis         | Piotr Zieliński            | Kévin Guillot         |
| 2016  | Cédric Delaplace      | Freddie Guilloux           | Taruia Krainer        |
| 2017, | Taruia Krainer        | Baptiste Constantin        | Nicolas David         |
| 2018  | Julian Lino           | Camille Guérin             | Tommy Pouget          |
| 2019  | Marlon Gaillard       | Baptiste Constantin        | Louis Barré           |
| 2020  | annulé                |                            |                       |
| 2021  | Stefan Bennett        | Mathis Le Berre            | Sandy Dujardin        |
| 2022  | Antoine Debons        | Thomas Gachignard          | Florian Rapiteau      |
| 2023  | Célestin Guillon      | Swann Gloux                | Mickaël Guichard      |
| 2024  | Ludovic Morice        | Alessio Cialone            | Nicola Marcerou       |
| 2025  | Maxime Vezie          | Jean-Louis Le Ny           | Hans Rullier          |